# داو (سيف هندي)
الداو الهندي هو سيف شعب الناغا وشعب ميزو فيشرق الهند ،وخاصة في ولايات ناجالاند وميزورام ومانيبور وآسام الهندية . يُستخدم السيف بمقبضه الخشبي وشكله المربع الفريد في الحفر وفي الحروب التاريخية. في العصر الحديث، يتم استخدامه بشكل عام لتقطيع اللحوم والخشب.

## التاريخ
يمكن العثور على مطوية الداو في ناجالاند ومانيبور وأروناتشال براديش وميزورام وآسام في المنطقة الشمالية الشرقية من الهند حيث تعيش شعوب النجا والميزو . للداو شكل سميك وثقيل، ويتراوح طوله من 45 سم (18 بوصة) إلى 65 سم (26 بوصة). التصميم الفريد لهذا السيف الخلفي الطويل هو أنه بدلاً من النقطة، فإن طرف السيف عبارة عن مشطوف مما يخلق مظهر الشكل المربع. تم العثور على هذا النموذج أيضًا في dha البورمية ، المشتقة من الداو . تم اعتماد شكل الداو لأول مرة من قبل شعب كاشين . من هنا سوف يتطور النموذج إلى DHA الأكثر استطالة.
نصل الداو مستقيم تقريبًا، مع منحنى بسيط جدًا لا يمكن تمييزه إلا عند الفحص الدقيق. النصل ثقيل وذو حواف إزميل. لها شكل فريد من نوعه حيث أنها أضيق عند المقبض وتتسع تدريجياً حتى نقطة النهاية.
المقبض الخشبي له شكل بسيط للغاية، بدون واقي أو بدون حلق مميز. يعتبر جذر الخيزران أفضل مادة للمقبض. يتم أحيانًا تغليف قبضة المقبض بالسلال. في بعض الأحيان يتم تزيين المقبض بغطاء برونزي في الأسفل.  قد يكون المقبض أيضًا مصنوعًا من العاج، وأحيانًا يمكن نحته جيدًا.
عادة ما يتم حمل الداو في غمد خشبي مفتوح الجوانب يتم تثبيته بطوق حزام الروطان.  الغمد مجوف مركزيًا على وجه واحد.

## الاستخدامات
يعد الداو تقريبًا الأداة الوحيدة التي استخدمها شعب النجا والميزو. يتم استخدامه لأغراض عديدة، على سبيل المثال لبناء المنازل، وإزالة الغابات، وحفر الأرض، وصنع أدوات النسيج النسائية، والصيد وصنع أي نوع من الأشياء الخشبية. تم استخدام الداو أيضًا كسلاح في الحرب التاريخية.  يتم استخدامه أيضًا من قبل فوج النجا التابع للجيش الهندي كسكين عسكري متعدد الاستخدامات ، وقد تم استخدامه للقتال من قبل قوات النجا لقطع رؤوس الجنود الباكستانيين خلال حرب كارجيل عام 1999 .